# Péri (Héraklion)
Pour les articles homonymes, voir Péri.
Péri, en grec moderne : Πέρι, ou Pério, en Πέριο, est un village du dème de Phaistos, en Crète, en Grèce. Selon le recensement de 2011, la population de Péri compte 71 habitants. Il est situé à une altitude de 100 m et à 52 km de Héraklion.